# Mörkbrun hätting
Mörkbrun hätting (Conocybe brunnea) är en svampart som beskrevs av J.E. Lange & Kühner ex Watling 1971. Conocybe brunnea ingår i släktet Conocybe och familjen Bolbitiaceae.   Inga underarter finns listade i Catalogue of Life.
I den svenska databasen Dyntaxa används istället namnet Pholiotina brunnea för samma taxon.  Arten är reproducerande i Sverige.